# Rotterdam Termination Source
Rotterdam Termination Source (1991 - heden) is een Nederlandse houseband uit Rotterdam, bestaande uit de producers Maurice Steenbergen en Danny Scholte. Het duo wordt gezien als de pioniers van de Nederlandse gabberhouserage.
Al snel nadat Paul Elstak in 1992 het eerste hardcorelabel ter wereld oprichtte, Rotterdam Records, werd er op het label de single Poing! van Rotterdam Termination Source uitgebracht. Het werd een grote hit (nummer 2 in de Nederlandse Top 40). Het liedje is niet meer dan een harde beat en een 'poing'-geluid dat ongeveer 560 keer herhaald wordt. Het muzikale brein achter Poing!, Maurice Steenbergen, zou later als creative director verantwoordelijk zijn voor de happyhardcorevideoclips van Paul Elstak.
Ook werd er een kerstplaat genaamd Merry X-Mess uitgebracht in 1993.
In de zomer van 2007 werd er een nieuwe versie van Poing! uitgebracht. Een jumpstyle-versie met als titel Poing 2007. De single haalde echter geen hitparadenotering.
In december 2019 kreeg het nummer Poing! een prominente rol in de jaarlijkse kerstpuzzel van de Algemene Inlichtingen- en Veiligheidsdienst. Puzzelaars kwamen via diverse cryptische aanwijzingen bij dit nummer terecht en dienden vervolgens te tellen hoe vaak het 'poing'-geluid herhaald werd. Een puzzelaar hoopte andere puzzelaars om de tuin te leiden door dit aantal foutief op Wikipedia te vermelden.

## Discografie

### Singles
- Rough Justice  (1992)
- Feyenoord (1992)
- Poing (1992)

### Ep's
- Merry X-Mess (1993)
- Return Of The Source (1997)
- Wasted Five Years And Two Ears (1998)
- United Styles Of Hardcore (1998)

| Single met eventuele hitnotering(en) in de Nederlandse Top 40 | Datum van verschijnen | Datum van binnenkomst | Hoogste positie | Aantal weken | Opmerkingen |
| ------------------------------------------------------------- | --------------------- | --------------------- | --------------- | ------------ | ----------- |
| Poing!                                                        |                       | 18-7-1992             | 2               | 11           |             |